# Крушевица (Славонски Шамац)
Крушевица је насељено место у саставу општине Славонски Шамац у Бродско-посавској жупанији, Република Хрватска.

## Историја
До територијалне реорганизације у Хрватској налазила се у саставу старе општине Славонски Брод.

## Занимљивости
У овом селу живе кроатизирани католици Бранковићи, који још у породичном предању чувају спомен да су потомци српске династије Бранковића. Славонски Брод се пре и у време турске владавине звао Деспот Брод, по деспоту Вуку Бранковићу. Спомен на Вука Деспота као старог хришћанског владара у тим крајевима се још дуго одржао у неким селима око Сл. Брода (у Бицком селу, Врановцима, Доњој Врби, Горњој Бебрини), а старија тврђава у Броду се звала Вуковац.

## Становништво
На попису становништва 2011. године, Крушевица је имала 1.173 становника.

## Попис1991.
На попису становништва 1991. године, насељено место Крушевица је имало 1.370 становника, следећег националног састава:
| Попис 1991.‍   | Попис 1991.‍  | Попис 1991.‍ | Попис 1991.‍ | Попис 1991.‍ |
| ------------- | ------------ | ----------- | ----------- | ----------- |
|               |              |             |             |             |
| Хрвати        | Хрвати       |             | 1.294       | 94,45%      |
| Албанци       | Албанци      |             | 5           | 0,36%       |
| Срби          | Срби         |             | 5           | 0,36%       |
| Југословени   | Југословени  |             | 4           | 0,29%       |
| Словенци      | Словенци     |             | 2           | 0,14%       |
| Мађари        | Мађари       |             | 1           | 0,07%       |
| Македонци     | Македонци    |             | 1           | 0,07%       |
| Муслимани     | Муслимани    |             | 1           | 0,07%       |
| неопредељени  | неопредељени |             | 1           | 0,07%       |
| непознато     | непознато    |             | 56          | 4,08%       |
| укупно: 1.370 |              |             |             |             |